# Claudio Borghi (homme politique)
Pour les articles homonymes, voir Borghi (homonymie) et Claudio Borghi.
Claudio Borghi (né le 6 juin 1970  à Milan) est un homme politique et un économiste italien, député la circonscription de Pise-Livourne-Poggibonsi' (en Toscane) avec la Ligue de Matteo Salvini aux élections du 4 mars 2018. 

## Biographie
Claudio Borghi vit et travaille à Milan, où il a été enseignant vacataire auprès de l'université catholique du Sacré-Cœur. Il est l'auteur du livre Investire nell'arte, Sperling & Kupfer  (ISBN 978-88-200-5409-0). 
Il est connu pour ses positions contre l'euro et avec Alberto Bagnai il est un de plus connus et actifs personnage public anti-euro italiens.
Président de la commission des finances à la Chambre des députés de 2018 à 2020, il propose l’instauration de « minibots », mini bons du Trésor, qui seraient émis sous forme monétaire, avec des petites coupures au porteur.